# Carlo Gualterio
Carlo Gualterio (ur. w 1613 w Orvieto, zm. 1 stycznia 1673 w Rzymie) – włoski kardynał.

## Życiorys
Urodził się w 1613 roku w Orvieto, jako syn Raffaelego III Gualterio i Plautilli Antoniani. Był referendarzem Trybunału Obojga Sygnatur i rektorem La Sapienzy. 2 marca 1654 roku został kreowany kardynałem diakonem i otrzymał diakonię San Pancrazio. 5 października został wybrany arcybiskupem Fermo, a 27 grudnia przyjął sakrę. W 1668 roku zrezygnował z zarządzania archidiecezją. 25 grudnia tego samego roku został podniesiony do rangi kardynała prezbitera i otrzymał kościół tytularny Santa Maria in Cosmedin. W okresie 1672–1673 pełnił funkcję kamerlinga Kolegium Kardynałów. Zmarł 1 stycznia 1673 roku w Rzymie.